# Île de Bréhat
Die Île de Bréhat (kurz: Bréhat) ist eine Insel im französischen Département Côtes-d’Armor an der Nordküste der Bretagne, am Ärmelkanal. Der bretonische Name der Insel lautet Enez Vriad. Nach ihr ist die Gemeinde Île-de-Bréhat benannt. Die Gemeinde hat 427 Einwohner (Stand 1. Januar 2022).
Die Île de Bréhat ist die größte Insel und Namensgeberin der Gruppe der Bréhat-Inseln (französisch archipel de Bréhat).
Île de Bréhat setzt sich aus einer Nord- und einer Südinsel zusammen, die durch eine Brücke, den Pont Vauban, verbunden sind. Die Insel trägt den Beinamen L’île des fleurs et des rochers roses (die Insel der Blumen und der rosa Felsen), wobei das erste Attribut vor allem die lieblichere Südinsel, das zweite die Nordinsel mit ihrer markanten Felsküste charakterisiert. Manchmal wird sie auch „Fasaneninsel“ genannt.
An der nördlichsten Stelle der Insel steht der Leuchtturm Phare du Paon. Auf der Südinsel befinden sich die erhöht gelegene Kapelle Saint-Michel (1651) sowie der Hafen Port-Clos, zu dem Fährverbindungen zum Festland (Pointe de l’Arcouest in der Gemeinde Ploubazlanec; in der Touristensaison außerdem zu anderen Orten) führen. Für Touristen werden auch Schiffsrundfahrten durch die Inselgruppe Bréhat angeboten, bei denen die abwechslungsreiche Küste und die zahlreichen Nebeninseln zu sehen sind. Auf der Insel selbst sind Autos verboten (wie auf den Kanalinseln Sark und Herm), ausgenommen für die Behörden und öffentlichen Dienste. Die Insel ist Standort einer von etwa 100 Gezeitenmühlen der Bretagne, die noch bis 1920 in Betrieb war.

## Bevölkerungsentwicklung der Gemeinde Île-de-Bréhat
| Jahr                       | 1962 | 1968 | 1975 | 1982 | 1990 | 1999 | 2006 | 2016 |
| Einwohner                  | 700  | 653  | 553  | 511  | 461  | 421  | 438  | 364  |
| Quellen: Cassini und INSEE |      |      |      |      |      |      |      |      |

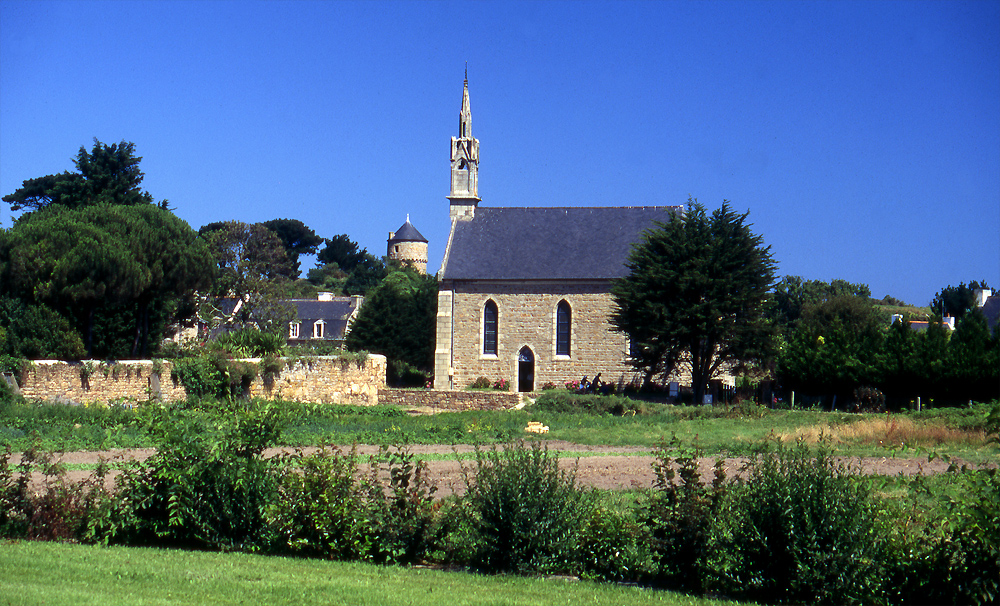
Kapelle Keranroux
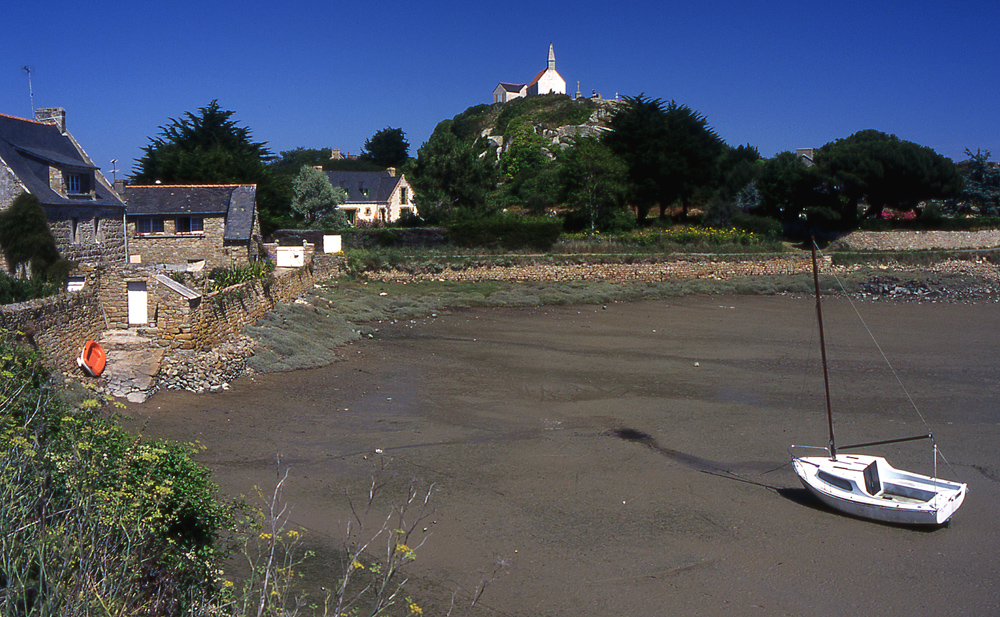
Kapelle Saint-Michel
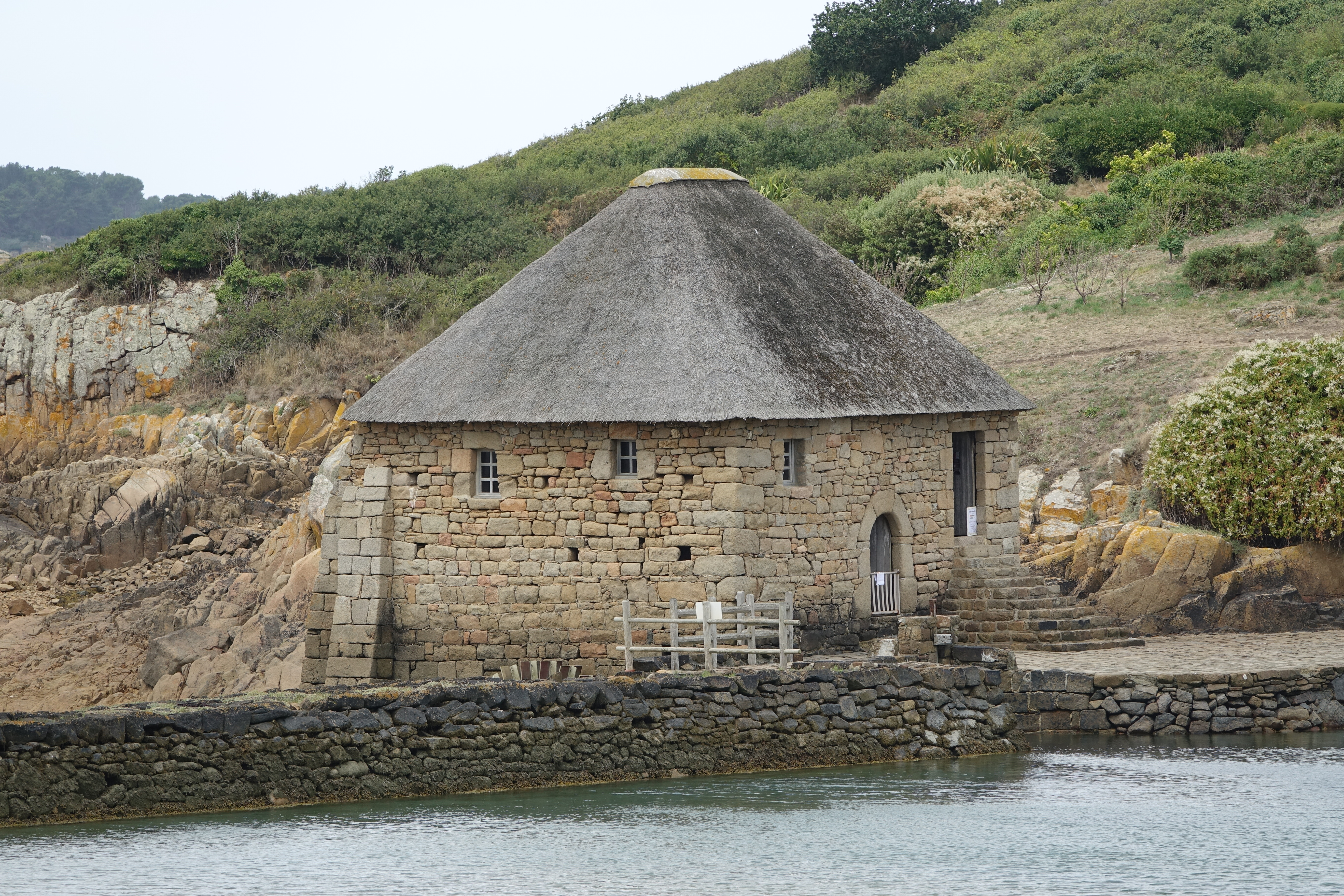
Gezeitenmühle Moulin du Birlot
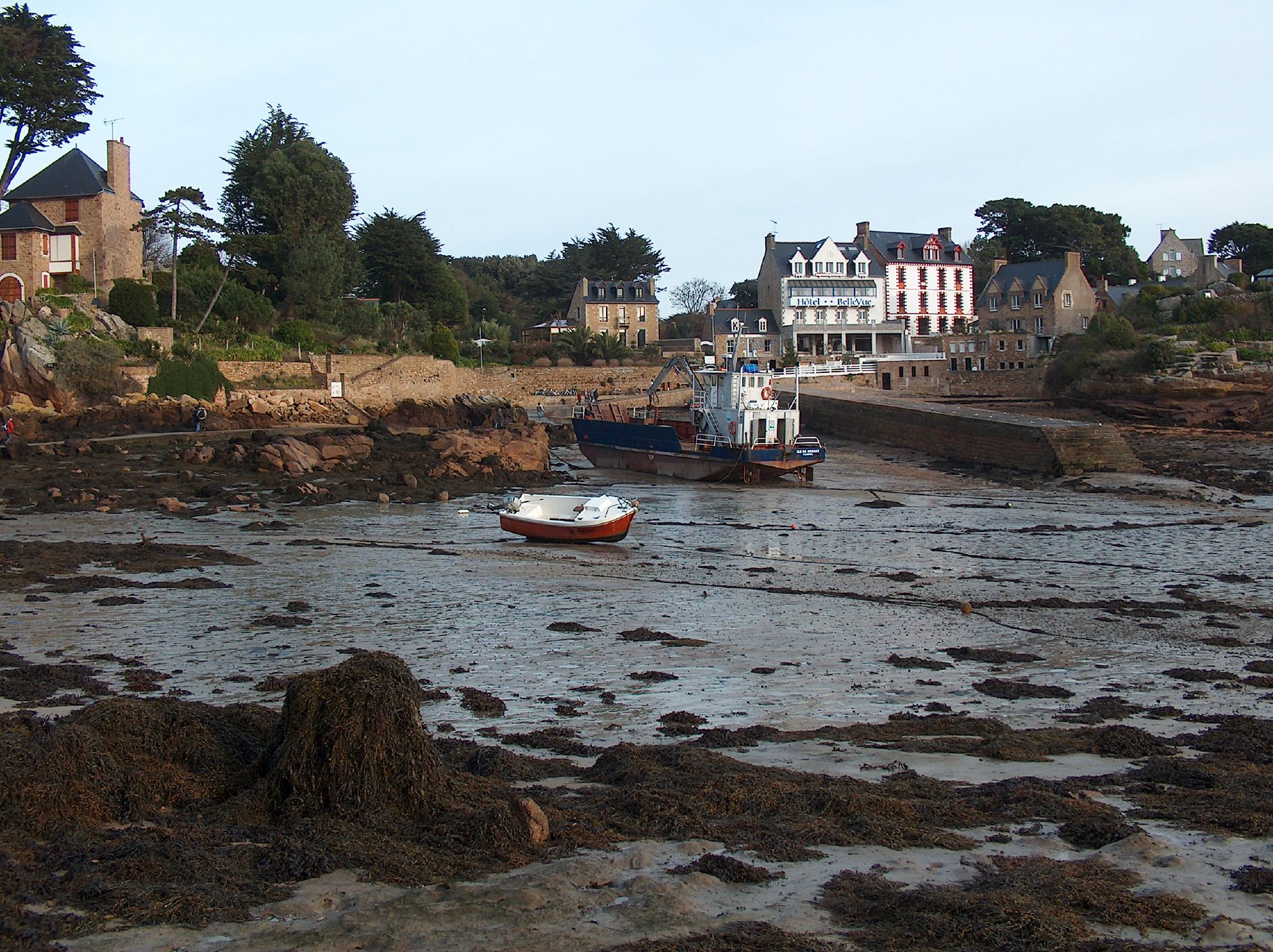
Hafen bei Ebbe

## Persönlichkeiten
- Paul Durand (1925–1977), Illustrator und Maler